# Ngog-Mapubi
Ngog-Mapubi es una comuna camerunesa perteneciente al departamento de Nyong-et-Kéllé de la región del Centro.
En 2005 la comuna tiene 9137 habitantes. La mayoría de la población es de etnia bassa.
Se ubica unos 80 km al oeste de la capital nacional Yaundé. En el relieve de la comuna predominan colinas y mesetas, con algunas montañas rocosas y cuevas, siendo los suelos generalmente lateríticos. Su clima es ecuatorial y su vegetación es en principalmente forestal con plantaciones de cacaoteros, palmas aceiteras y bananos.

## Localidades
Comprende, además de Ngog-Mapubi, las siguientes localidades:
- Bibodi
- Boumnyébel
- Libelingoï
- Limaï
- Makaï
- Mamb
- Modé
- Ndjock Nkong
- Ngog Bassong
- Nko'o
- Nsimekellé
- Omog
- Song Mpeck
- Tayap